# Sainte-Marie-du-Câtel
Pour les articles homonymes, voir Sainte-Marie.
Sainte-Marie-du-Câtel (Lé Casté, en guernesiais ; Castel, en anglais) est une paroisse des île et bailliage de Guernesey, dans l'archipel anglo-normand de la Manche.

## Géographie
Située au nord-ouest de l'île, elle en est la  paroisse la plus étendue (en superficie).

## Toponymie
Son nom est une forme normande de « Sainte-Marie-du-Château ». Le terme normand câtel (prononcé "catè" ou "caté", anciennement castel) se retrouve par exemple dans les noms du manoir du Catel, de Radicatel (Ratheri castro vers 1060), tous deux en pays de Caux (Normandie continentale), ou dans celui de Câtel Fort sur l'île voisine de Jersey.

## Histoire
L’église renferme une fresque de l’époque médiévale et dans le cimetière se trouve un menhir de l’époque néolithique.

## Monuments et jardins publics
Le parc de Saumarez est un jardin public qui comprend diverses installations, notamment un musée des folklore & costume, un café, une grande aire de jeux pour enfants, de grandes pelouses ouvertes et un étang aux canards. Un sentier naturel relie le parc à la baie de Cobo située sur la côte nord de l'île.

## Administration
| Période                                 | Identité | Qualité |
| --------------------------------------- | -------- | ------- |
| Années[Lesquelles ?]                    | Qui ?    | ?       |
| Ces données ne sont pas encore connues. |          |         |

## Personnalités liées à la commune

### Naissance
- Robert Carey, officier, né à Sainte-Marie-du-Câtel (1821-1883) ;
- Alex Crossan, dit Mura Masa, auteur-compositeur, producteur de musique électronique et multi-instrumentiste britannique, né ibidem le 5 avril 1996 ;
- Cameron Chalmers, athlète spécialiste du 400 m (1997) ;
- Alastair Chalmers, frère cadet du précédent, lui aussi athlète (2000).

## Paroisses limitrophes
- Le Valle,
- Saint-André-de-la-Pommeraye,
- Saint-Sauveur.

## Galerie photographique

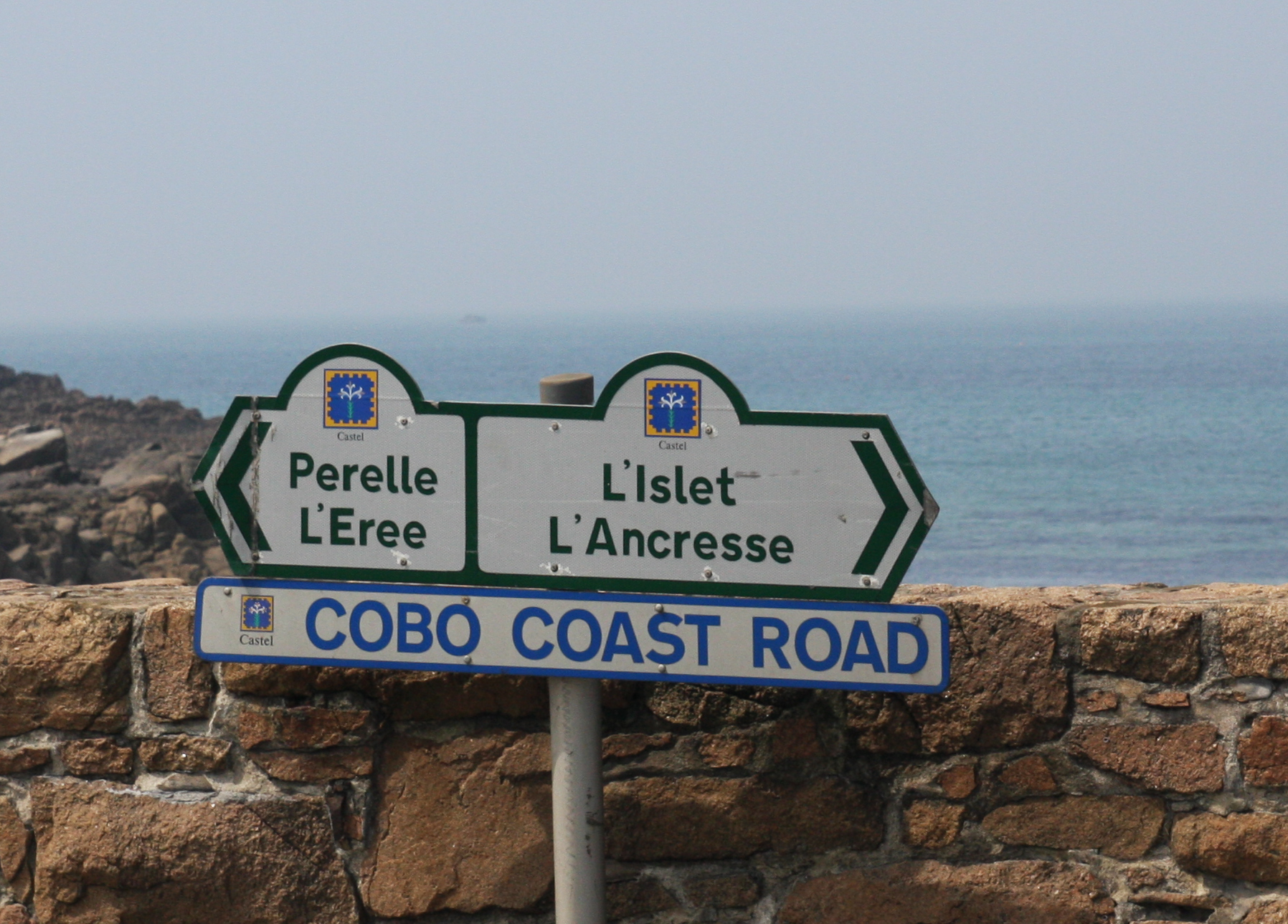
La route côtière à Sainte-Marie-du-Câtel.
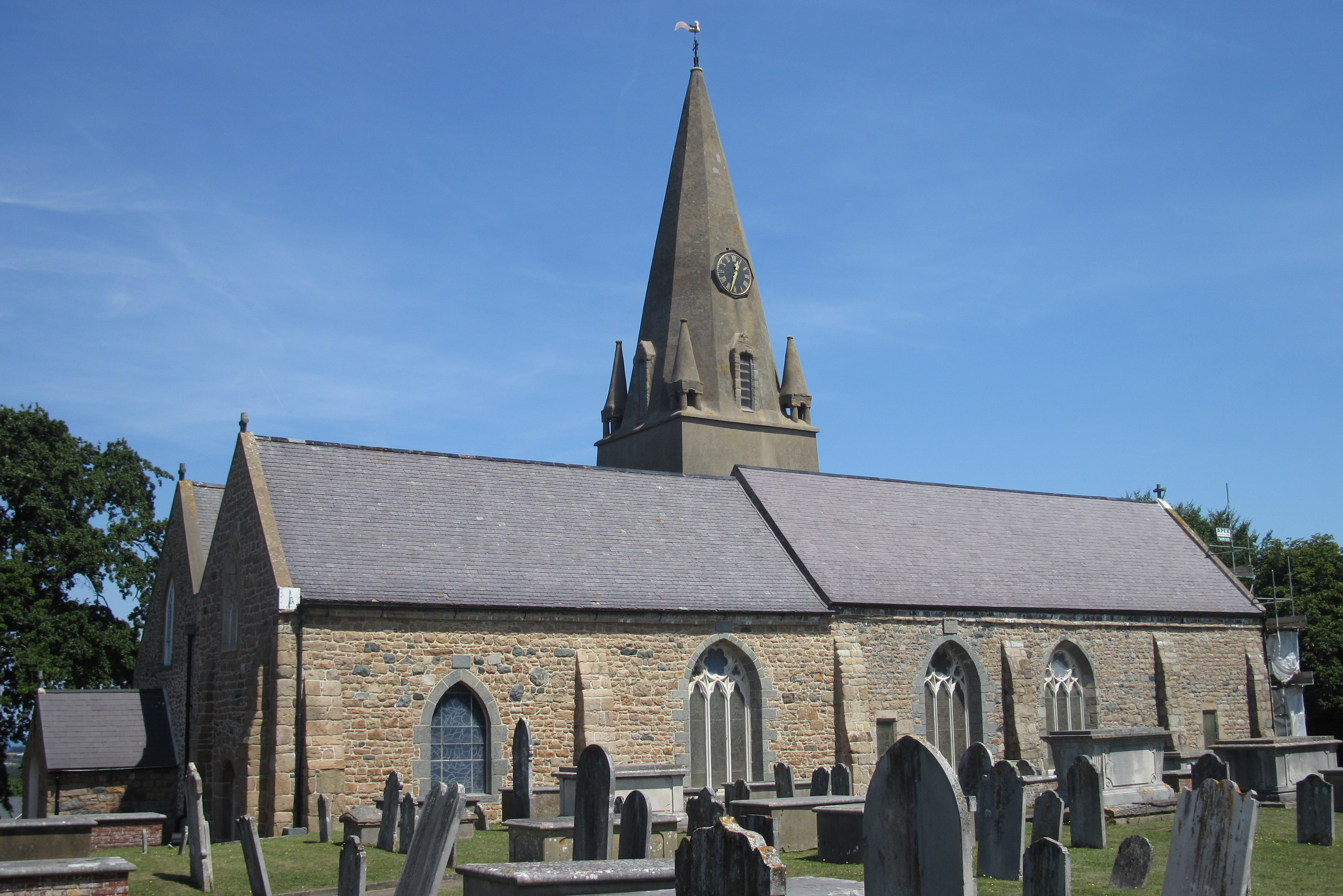
L'église de Sainte-Marie-du-Câtel.
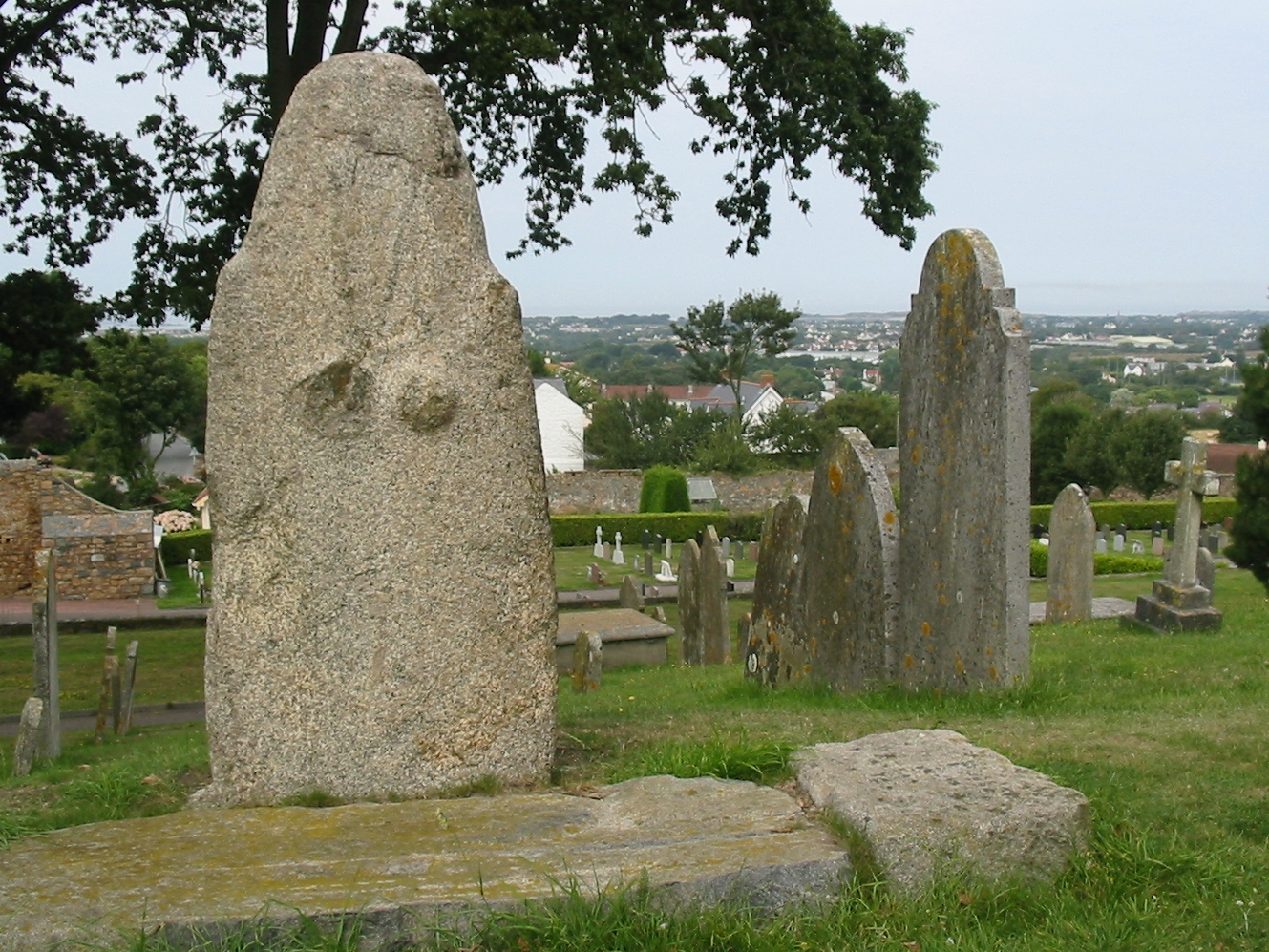
Statue menhir au cimetière de l'église.
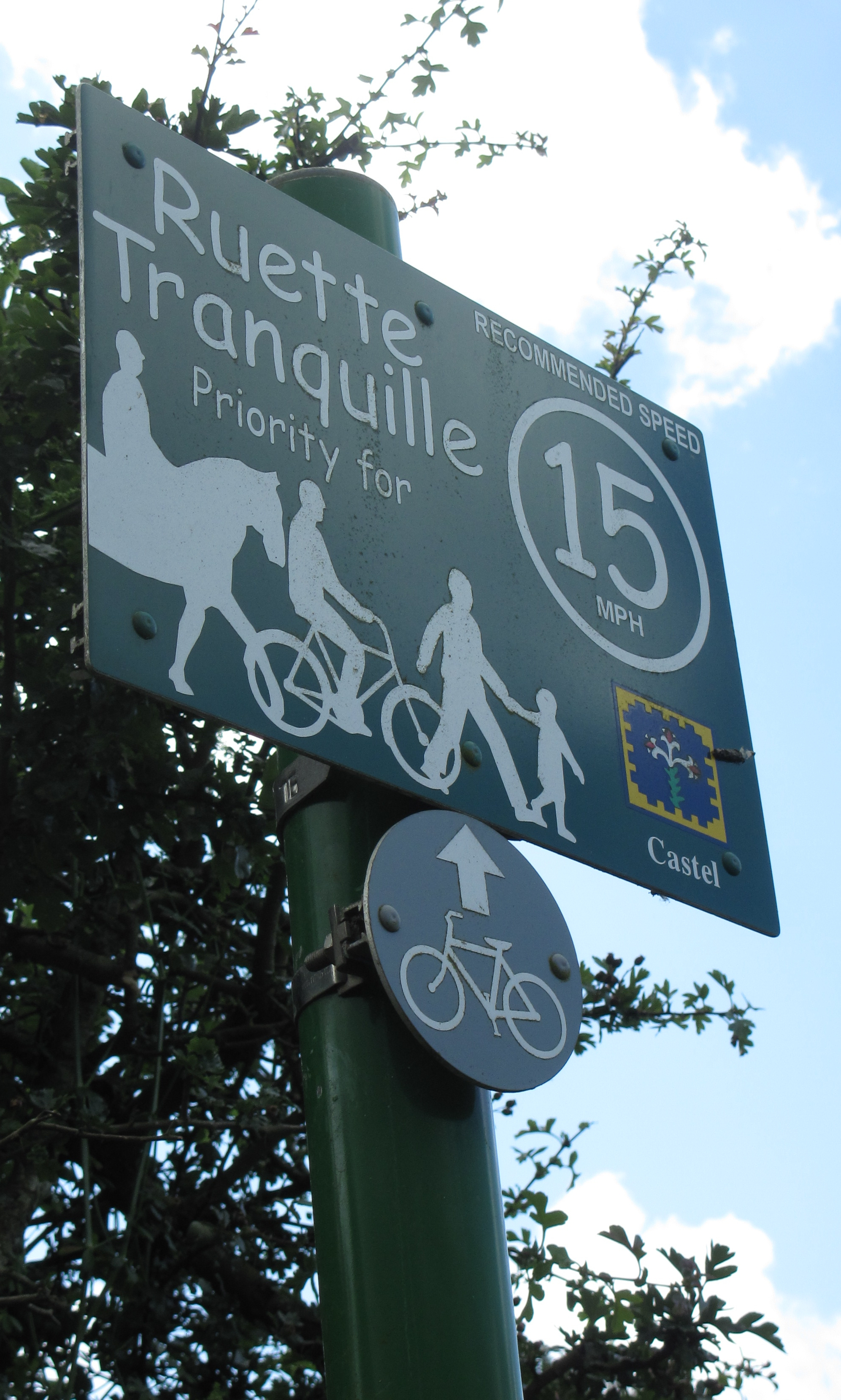
Ruette tranquille.
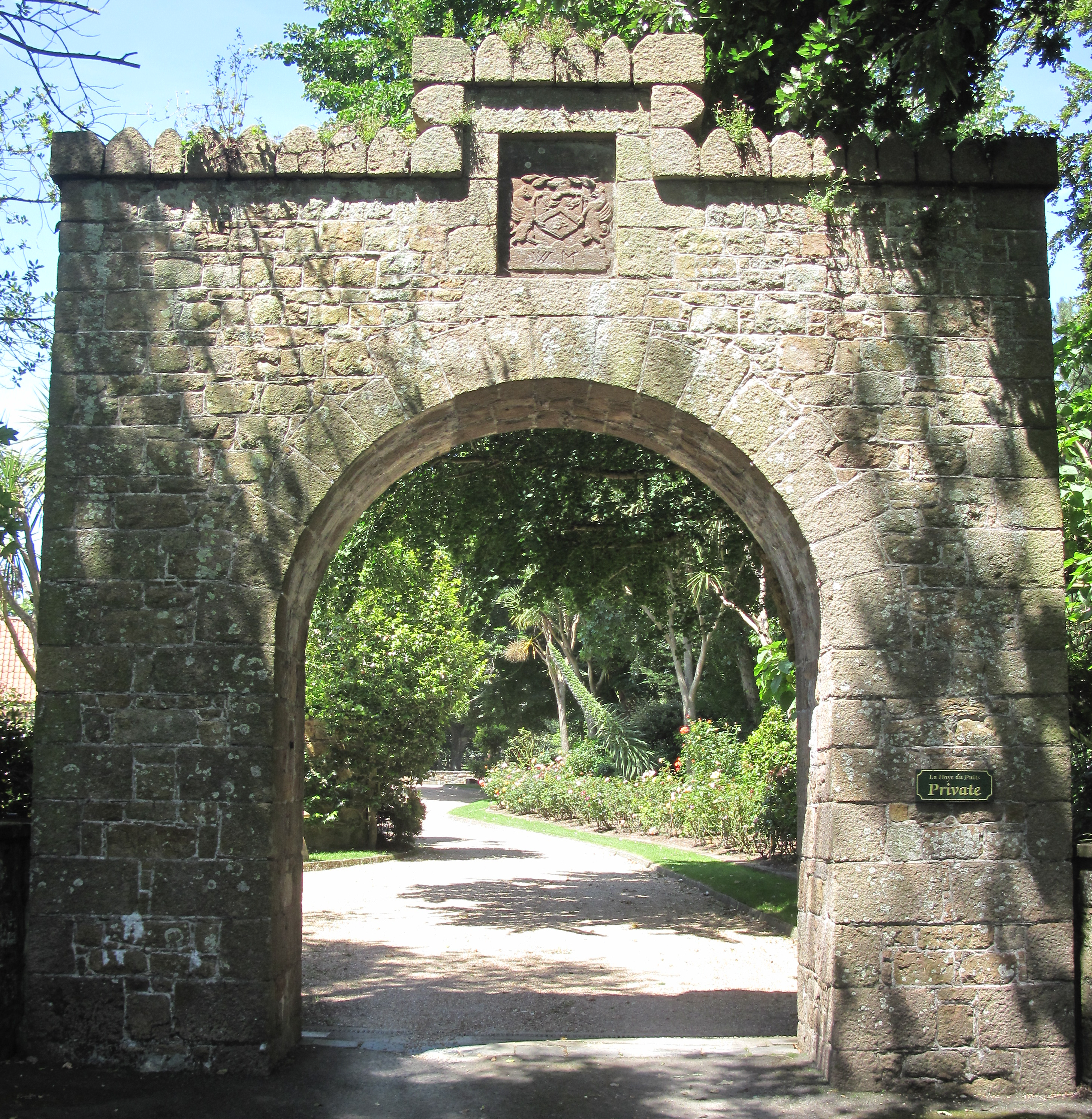
Entrée du domaine privé de La Haye du Puits.